# Hiéroglyphe égyptien D27
Pour les articles homonymes, voir Sein (homonymie).
Le hiéroglyphe égyptien D27 (sein) est classifié dans la section D « Parties du corps humain » de la liste de Gardiner ; il y est noté D27.

## Représentation
Il représente un sein. Il est translittéré mnḏ ou mnd.

## Utilisation
| mn · n | D · D27 |

| mn · n | D · D27 |

| mn · n | d · D27 |

| mn · n | d · D27 |

C'est un déterminatif du champ lexical de l'allaitement.
| D27A |

| D27A |

## Exemples de mots
| s | n · q · D27 |

| s | n · q · D27 |

| mn · n | a · t · D27 |

| mn · n | a · t · D27 |

| mn · n | a · y · D27 |

| mn · n | a · y · D27 |